# Siest
Siest – miejscowość i gmina we Francji, w regionie Nowa Akwitania, w departamencie Landy.
Według danych na rok 1990 gminę zamieszkiwały 82 osoby, a gęstość zaludnienia wynosiła 28 osób/km² (wśród 2290 gmin Akwitanii Siest plasuje się na 1093. miejscu pod względem liczby ludności, natomiast pod względem powierzchni na miejscu 1540.).